# جوآن کاپلند
جوآن کاپلند (انگلیسی: Joan Copeland؛ زادهٔ ۱ ژوئن ۱۹۲۲ – درگذشتهٔ ۴ ژانویهٔ ۲۰۲۲) یک هنرپیشه، و بازیگر سینما اهل ایالات متحده آمریکا بود. وی بین سال‌های ۱۹۴۵ تا ۲۰۱۱ میلادی فعالیت می‌کرد.
او در فیلم چیز مورد علاقه من بازی کرده بود.